# Cais Embarcadero
O Cais Embarcadero é um empreendimento de aproximadamente 19 mil metros quadrados localizado entre o Cais Mauá e a Usina do Gasômetro, na cidade brasileira de Porto Alegre. Inaugurado em maio de 2021, o espaço contempla área de lazer, esporte, cultura e gastronomia.